# Indian Rocks Beach
Indian Rocks Beach es una ciudad ubicada en el condado de Pinellas en el estado estadounidense de Florida. En el Censo de 2010 tenía una población de 4.113 habitantes y una densidad poblacional de 1.125,47 personas por km².

## Geografía
Indian Rocks Beach se encuentra ubicada en las coordenadas 27°53′49″N 82°50′37″O / 27.89694, -82.84361. Según la Oficina del Censo de los Estados Unidos, Indian Rocks Beach tiene una superficie total de 3.65 km², de la cual 2.18 km² corresponden a tierra firme y (40.33%) 1.47 km² es agua.

## Demografía
Según el censo de 2010, había 4.113 personas residiendo en Indian Rocks Beach. La densidad de población era de 1.125,47 hab./km². De los 4.113 habitantes, Indian Rocks Beach estaba compuesto por el 96.23% blancos, el 1% eran afroamericanos, el 0.22% eran amerindios, el 0.66% eran asiáticos, el 0% eran isleños del Pacífico, el 0.56% eran de otras razas y el 1.34% pertenecían a dos o más razas. Del total de la población el 5.11% eran hispanos o latinos de cualquier raza.